# Indohya caecata
Indohya caecata är en spindeldjursart som beskrevs av Beier 1974. Indohya caecata ingår i släktet Indohya och familjen Hyidae. Inga underarter finns listade i Catalogue of Life.